# Torynorrhina thiemei
Torynorrhina thiemei är en skalbaggsart som beskrevs av Moser 1901. Torynorrhina thiemei ingår i släktet Torynorrhina och familjen Cetoniidae. Inga underarter finns listade i Catalogue of Life.